# Battaglia di Laupen
La  battaglia di Laupen si svolse nell'anno 1339 tra le armate svizzere del Canton Berna e le milizie  asburgiche.
La guerra iniziò  quando l'esercito asburgico presentò alla città  di  Berna, nella  Pasqua del 1339, una dichiarazione di guerra.
Per tutta risposta, le armate bernesi occuparono la cittadina di Laupen,  sotto la guida del generale  Rudolf von Erlach. I due eserciti erano composti da circa 6000 uomini ciascuno, comprese le numerose armate di  cavalleria  degli asburgo, che vennero pesantemente battute dalla  fanteria  bernese.

## Conseguenze
Berna entrò nel 1353 come ottavo membro nella Vecchia confederazione elvetica giurando eterna amicizia, ma alla battaglia di Sempach del 1386 Berna non partecipò. Nella vecchia guerra di Zurigo al contrario i Bernesi accorsero in difesa della Confederazione nella lontana Greifensee. Nelle guerre borgognone Berna ottenne il sostegno della Confederazione.